# Il re d'Israele
Il re d'Israele (Sins of Jezebel) è un film del 1953 diretto da Reginald Le Borg.

## Trama
Il regno di Israele è governato da Acab. Ormai anziano, il re, che vuole assicurarsi una discendenza, decide di sposare la principessa fenicia Jezebel, molto più giovane di lui. Il profeta Elia e il primo ministro Nabot cercano di dissuaderlo da quel matrimonio con una donna conosciuta universalmente per la sua malvagità. Ma lui, convinto dei vantaggi politici che ne conseguirà, respinge le loro perplessità e rassicura Elia che non riconoscerà nessun altro dio se non Geova. Affida quindi il comando della scorta che dovrà recarsi da Jezebel al capitano Jehu, un valoroso soldato fidanzato di Debora, la figlia di Nabot. La bellissima Jezebel è molto colpita dalla prestanza di Jehu, tanto da fare tutto il viaggio insieme a lui, nel suo carro. Quando Acab incontra la promessa sposa, ne resta affascinato. E, nonostante le promesse fatte in precedenza a Elia, concede a Jezebel di far edificare un tempio dedicato a Baal di cui lei diventerà la sacerdotessa. Jezebel, intanto, continua la sua relazione con Jehu che non riesce a sottrarsi al fascino della seduttrice.
La costruzione del tempio scatena l'ira di Elia che profetizza immani sciagure per il popolo di Israele: le colture appassiranno e la terra verrà colpita da una terribile siccità. La profezia si avvera e il popolo, affamato, insorge contro Acab. Jezebel manda allora i suoi sacerdoti a invocare - inutilmente - il dio Baal affinché mandi la pioggia. La cerimonia pagana viene interrotta da Elia che, pregando Geova, riesce finalmente a far piovere. Il popolo, allora, si scatena contro i sacerdoti e Jezebel, furiosa, decreta la morte di Elia e dei suoi seguaci. Nabot esorta il re a condannare Jezebel ma Acab, ancora irretito dalla donna, rifiuta di farlo. Molti dei seguaci di Elia sono così costretti a fuggire per salvare le loro vite. Jehu, benché sia sempre stregato da Jezebel, li aiuta nella fuga. Ma quando la regina fa arrestare Nabot che viene lapidato a morte, Jehu si rende conto della malvagità di Jezebel. Dopo la morte di Acab, ucciso in battaglia, Elia nomina Jehu re di Israele. A capo delle sue truppe, il nuovo re muove contro l'armata di Jezebel, sconfiggendola. La regina muore, trafitta da una freccia.

## Produzione
Il film fu prodotto come A Jezebel Productions dalla Sigmund Neufeld Productions, una compagnia indipendente che, attiva dal 1936 al 1956, produsse in quel periodo circa centotrenta film.

## Distribuzione
Distribuito dalla Lippert Pictures, uscì nelle sale cinematografiche USA il 4 settembre 1953. Il 9 dicembre 1954, fu presentato a Città del Messico con il titolo tradotto in Los pecados de Jezabel. Nel 1955, uscì anche in Finlandia (29 aprile, come Syntinen Jezebel), Portogallo (4 luglio, come Os Pecados de Jezebel), Danimarca (21 settembre, con il titolo Den syndefulde Jesabel).